# Jocke Boberg
Jocke Boberg, född 27 augusti 1976 på Klädesholmen, är en svensk artist, producent och kreatör inom multimedia. Han är mest känd för sina remixar och inslag som hördes i Sveriges Radio-program som Rally, Salva, Sommar-Salva, Krypto, Roll-On, Äntligen Tisdag, Apa och Livh.
2016 släppte Jocke Boberg 37 remixar på skivan "Mästerverk - Mashups 1999-2013", digitalt på Bandcamp
Boberg ligger bakom musikstilen Acid Vals. Drev tidigare produktionsbolaget Burgercopy.
Jocke Boberg sände mellan 2016 och 2022 podcasten Filer till kaffet där han spelade musik insänd av lyssnarna.

## Diskografi
| Årtal | Band                | Albumtitel                                |
| ----- | ------------------- | ----------------------------------------- |
| 1999  | Colspan             | Colspan Beat 7"                           |
| 2000  | Colspan             | Plus De Filtre 12"                        |
| 2001  | Handi Westlake      | Handi EP 12"                              |
| 2003  | The Gonzos          | Never Fall EP (CD)                        |
| 2005  | Jocke Boberg        | Rytmen av min garderob (CD)               |
| 2012  | Jocke Boberg        | Exploring the World of Acid Waltz 7"      |
| 2013  | Video Look          | Avveckling - Flexivåg (Cass)              |
| 2013  | Video Look          | Turboliv - The Scrap Mag (CD)             |
| 2014  | Mr Double Margarita | Double Pleasure (Spotify)                 |
| 2014  | Video Look          | Kall Lycka (LP)                           |
| 2015  | Mr Double Margarita | Pizza from space EP (Spotify)             |
| 2016  | Jocke Boberg        | Folköl (Spotify)                          |
| 2016  | Jocke Boberg        | Mästerverk - Mashups 1999-2013 (Bandcamp) |
| 2018  | Babyloff            | Sluta backa varandra EP (Spotify)         |
| 2019  | Jocke Boberg        | Regler EP (Spotify)                       |
| 2023  | Jocke Boberg        | Sju sorters techno (Bandcamp)             |
| 2024  | Mr Double Margarita | PIZZA FM (Bandcamp)                       |